# شاموني ثنائي الأبواغ
شاموني ثنائي الأبواغ (الاسم العلمي:Chamonixia bispora) هو نوع من الفطريات يتبع جنس الشاموني من الفصيلة البوليطية.